# Marion Wagner
Marion Wagner-Baumgärtner, nemška atletinja, * 1. februar 1978, Mainz, Zahodna Nemčija.
Nastopila je na poletnih olimpijskih igrah v letih 2000, 2004 in 2008, osvojila je peto in šesto mesto v štafeti 4x100 m. Na svetovnih prvenstvih je osvojila naslov prvakinje v isti disciplini leta 2001 in bronasto medaljo leta 2009, na evropskih prvenstvih pa srebrno medaljo leta 2002. 